# Казела
Казѐла (на италиански и на лигурски: Casella) е малко градче и община в Северна Италия, провинция Генуа, регион Лигурия. Разположено е на 410 m надморска височина. Населението на общината е 3226 души (към 2011 г.).